# Leyland, Lancashire
Leyland är en stad i distriktet South Ribble, i grevskapet Lancashire, i England. Staden hade 39 291 invånare år 2021. Staden nämndes i Domedagsboken (Domesday Book) år 1086, och kallades då Lailand.